# Morphine Suffering
«Morphine Suffering» — український металкор-гурт з Києва, заснований у м. Боярка в 2008 році.
У 2014 році Morphine Suffering були названі найкращою метал групою України, отримавши премію The Best Ukrainian Metal Act.
У 2015-ому відзначили реліз нового альбому «Пам'ятай Хто Є Ти» великим сольним концертом у столиці, і надалі відвідали 18 великих міст країни в рамках Українського туру на підтримку альбому. У 2016-й рік MORPHINE SUFFERING вступили з презентацією концертно-фестивального кліпу на пісню «Небо Пробачить», стали амбасадорами всеукраїнської акції «Зробимо Україну чистою разом 2016», а також випустили документальний фільм «Этой Ночью», який розповідає про підготовку до першого сольного концерту 2015, а також життя музикантів на сцені і поза нею. 17 квітня 2016 року в Києві відбувся другий сольний концерт групи, який зібрав майже тисячу шанувальників важкої музики.
Виступали на одній сцені практично з усіма представниками української та російської рок-сцени, а також були офіційно запрошені на розігрів таких команд як Parkway Drive, Asking Alexandria, Dead by April, Eskimo Callboy, Defiler, Dreamshade.

## Стиль
У музиці гурту поєднані жорсткі металеві рифи з поп-мотивами. У деяких піснях присутні і танцювальні ритми.  У піснях гурт експериментує зі стилями — dubstep, drum'n'bass і trance, а також у деяких із пісень них використовуються й класичні інструменти, такі як фортепіано, скрипка і віолончель.
У текстах основною ідеєю виступає заклик до справжнього життя, а не до повсякденного існування, музиканти не лише розповідають про проблеми буття, а ще і діляться, як це все можна подолати. Також самі музиканти ведуть здоровий і спортивний спосіб життя.

## Історія
Днем народження гурту музиканти вважають 27 липня 2008 року — дату дебютного виступу на фестивалі «Дубки» в Черкасах. Відтоді гурт розпочав активну концертну діяльність і вже в грудні записав у Черкасах свій перший ЕР, який отримав назву «Заплати и Сдохни». В січні 2009 року гурт презентував свій дебютний міні-альбом у київському клубі «Барви», після чого презентації відбулися у Черкасах, Кривому Розі, Полтаві, Кам'янці-Подільському та Вінниці.
Група не обмежується лише концертами і фестивалями, щорічною традицією у музикантів стала організація фан-зустрічей і автограф-сесій. На сьогоднішній день існує офіційне поняття «MS Family», яка налічує десятки тисяч людей, що живуть в Україні і за її межами.

## Дискографія

### Альбоми
- 2008 — «Заплати и сдохни» (міні-альбом)
- 2009 — «Открой глаза» (міні-альбом)
- 2011 — «Світло не згасне» (студійний альбом)
- 2015 — «Пам'ятай Хто Є Ти» (студійний альбом)

### Сингли
- 2010 — «Ну скільки ще?»[6]
- 2012 — «Згадай…»
- 2014 — «Час настав»
- 2015 — «Останній крок»
- 2017— «Тільки Ти (Acoustic)»

## Відеографія

### Кліпи
- «Ну скільки ще?» [Архівовано 24 червня 2014 у Wayback Machine.] (2010)
- «Тане сніг» [Архівовано 24 червня 2014 у Wayback Machine.] (2012)
- «Білий ангел» [Архівовано 24 червня 2014 у Wayback Machine.] (2013)
- «Час настав» (2014)
- «Останній крок» [Архівовано 16 серпня 2019 у Wayback Machine.] (2015)
- «Небо Пробачить» [Архівовано 27 січня 2017 у Wayback Machine.] (2016)
- «Миллениум» [Архівовано 21 січня 2019 у Wayback Machine.] (2016)
- «Тільки Ти (Acoustic)» [Архівовано 10 липня 2017 у Wayback Machine.] (2017)

### Документальні фільми
- «Этой Ночью» (2015)
- «Morphine Suffering - Мушкетёры 20 дней спустя» (2016)

## Участь у фестивалях
- Завантаження (2013—2015)
- Захід (2013, 2015—2016, 2021)
- Тарас Бульба (2013)
- Respublica (2013—2016)
- Файне місто (2015—2016)
- Бандерштат (2015—2016)
- Рок Булава (2015—2016)
- Atlas Weekend (2016, 2018)

## Учасники

### Теперішні
- Владислав Рильський — гітара, бек-вокал (з 2008)
- Олексій Шатохін — ударні (з 2009)
- Андрій Герасименко — вокал (з 2012)
- Сергій Сохряков — бас-гітара (з 2015)

### Колишні
- Михайло Рибак — вокал (2012)
- Юрій Ключник — вокал (2009—2012)- покинув гурт через внутрішній конфлікт з іншими учасниками.
- Максим Живолуп — бас-гітара (2008—2012) — покинув гурт через бажання працювати в іншому напрямі.
- Олексій Смага — ударні (2008—2009;2010-2011)- покинув гурт через релігійні переконання.
- Віктор Філоненко — гітара (4 концерти у 2008)
- Яша Скорина — вокал (2008—2009) — покинув гурт через бажання грати іншу музику.
- Семен Дядюра — вокал, якийсь час гітара (2008—2009)- покинув гурт у зв'язку з тим, що не хотів більше займатися музикою.
- Олексій Поліщук — вокал (весна—літо 2009)
- Віктор Любименко — гітара (2009)
- Сергій Панасюк — бас-гітара (2012—2013)
- Микита Білошицький  - бас гітара (2014-2015)

## Виноски
1. ↑  http://cultprostir.ua/ru/news-single/luchshie-metal-gruppy-i-muzykalnye-albomy-poluchat-premiyu. cultprostir.ua. Архів оригіналу за 3 червня 2016. Процитовано 8 травня 2016. {{cite web}}: Зовнішнє посилання в |title= (довідка) [Архівовано 2016-06-03 у Wayback Machine.]
2. ↑  Let's do it, Ukraine / Зробимо Україну Чистою Разом. Let's do it, Ukraine! / Зробимо Україну Чистою Разом! (укр.). Архів оригіналу за 29 березня 2022. Процитовано 8 травня 2016.
3. ↑  Важка музика в Україні - неформат?. Gazeta.ua. Архів оригіналу за 22 квітня 2016. Процитовано 8 травня 2016.
4. ↑  Офіційна сторінка «ВКонтакті»
5. ↑  MORPHINE SUFFERING: "Похоже, мы на верном пути." Музыкальный интернет-портал: Ваш гид по отборным мелодиям (рос.). 6 травня 2016. Архів оригіналу за 9 травня 2016. Процитовано 8 травня 2016.
6. ↑  Відгук про сингл на myradio.ua. Архів оригіналу за 12 січня 2014. Процитовано 12 січня 2014. [Архівовано 2014-01-12 у Wayback Machine.]